# Eleganza

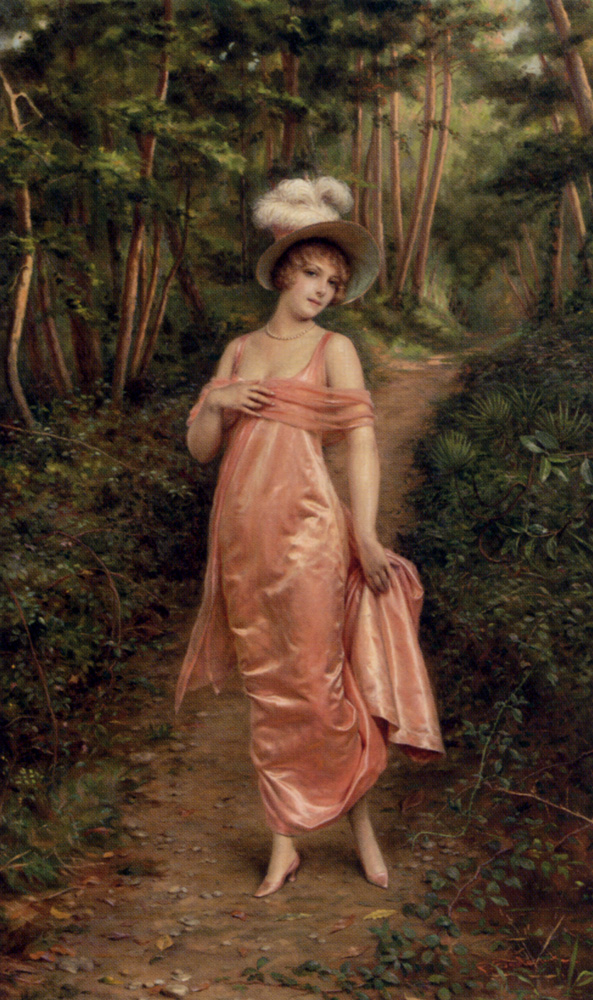
L'eleganza dell'Epoque di Frédéric Soulacroix

L'eleganza o la grazia è la qualità o l'insieme di qualità di qualcuno o qualcosa che mostra al contempo bellezza, semplicità, gentilezza, buona educazione e buon gusto.
L'eleganza è un concetto comune nella moda, nell'arte e nella letteratura, ma anche in filosofia e nelle scienze. Si contrappone alla volgarità e alla stravaganza.

## Nella moda
Il concetto di eleganza nella moda è spesso associato al moderno gusto per la sottrazione e l'understatement che la società capitalistica ha sviluppato per trasmettere un senso di status. A differenza di concetti correlati, come ad esempio quello di glamour, l'eleganza è una pratica unisex, e venne inizialmente sviluppata tra le classi dirigenti maschili dopo la rivoluzione francese. Dal XX secolo in poi, l'eleganza venne poi adottata nell'abbigliamento femminile. Questo approccio all'abbigliamento basato sulla sottrazione e sull'understatement è perseguito dalle classi superiori per evitare di scadere nella volgarità e di decadere a uno status sociale inferiore. Nella moda, sono numerosi gli elementi che identificano ciò che è da considerarsi elegante, ovvero la classe, il genere, la moralità, e il gusto.

## Nel design
Nel design, l'utilizzo di un numero limitato di colori ed elementi che pongono l'accento sul resto è considerato una forma di eleganza.

## Nella filosofia della scienza
Nella filosofia della scienza esistono due concetti inerenti a due distinti aspetti della semplicità: l'eleganza (semplicità sintattica), che indica il numero e la complessità delle ipotesi, e la parsimonia (semplicità ontologica), che allude invece al numero e la complessità delle cose postulate.

## In matematica

Dimostrazione elegante del teorema di Pitagora

Quando un matematico prova piacere estetico nella sua professione si parla di bellezza matematica. Nella risoluzione di problemi matematici, la soluzione di un problema (come una dimostrazione di un teorema matematico) denota eleganza matematica se è semplice e perspicace, ma anche efficace e costruttiva. Tali soluzioni possono comportare una quantità minima di ipotesi e calcoli, delineando un approccio altamente generalizzabile. Allo stesso modo, un programma per computer o un algoritmo è ritenuto elegante se utilizza una piccola quantità di codici con grande efficacia.

## In ingegneria
In ingegneria, una soluzione può essere considerata elegante se utilizza un metodo non ovvio per arrivare a una soluzione molto semplice ed efficace. Una soluzione elegante può risolvere più problemi contemporaneamente, come ad esempio problemi che non si ritiene siano correlati tra loro. L'eleganza può probabilmente essere misurata per i problemi di ingegneria come il rapporto tra la complessità del problema e quella della complessità della soluzione. Pertanto, una soluzione semplice (di bassa complessità) a un problema di elevata complessità è ritenuta elegante. Questa misura non consiglia il processo per produrre soluzioni eleganti ed è semplicemente un modo per confrontare più soluzioni per la valutazione dell'eleganza.